# Roger Guerreiro
Pour les articles homonymes, voir Roger et Guerreiro.
Roger Guerreiro dit Roger, né le 25 mai 1982 à São Paulo, est un footballeur international polonais d'origine brésilienne. Il évolue au poste de milieu de terrain.

## Biographie

### En club
Roger Guerreiro commence sa carrière en 1997 à São Caetano. Après une excellente saison 1999, il monte en première division, qu'il est proche de remporter l'année suivante (défaite 3-1 face à Vasco da Gama). En 2001, il échoue de nouveau lors des deux confrontations finales (4-2 et 1-0 contre le CA Paranaense). 
En 2002, Roger rejoint les Corinthians. Mais son passage au Parque São Jorge est bref, et marqué par une expulsion face à River Plate en Copa Libertadores, après un violent tacle sur l'Argentin Andrés D'Alessandro. Il y reste finalement une année, avant de partir pour Flamengo. Bon buteur, il aide sa formation à décrocher le titre de Champion de Rio de Janeiro. Très jeune (22 ans), il tente alors une expérience en Europe, mais ne s'impose pas à Vigo. Il revient alors au Brésil, en signant en 2005 à l'EC Juventude.
En 2006, il retente l'exode européen, au Legia Varsovie, qui lui réussit cette fois-ci particulièrement bien. Il s'impose en effet comme titulaire indiscutable au poste de milieu de terrain dans le club de la capitale. Après trois podiums consécutifs (1er en 2006, 3e en 2007 et 2d en 2008), Roger se fait remarquer par plusieurs équipes, mais aussi par la sélection polonaise. Après l'Euro, le Legia refuse même une offre de quatre millions d'euros de la part de l'Ajax Amsterdam.
Mais le 27 août 2009, quatre mois avant l'expiration du contrat, il décide de quitter la Pologne et le club qui l'a révélé, pour signer à l'AEK Athènes pour un montant de 250 000 €. Son nouveau contrat porte sur quatre ans. Très vite, Roger évolue au niveau qui était le sien, et se fait apprécier des fans du Stade olympique.

### En sélection
Brésilien d'origine, il annonce vouloir être naturalisé polonais. Le 17 avril 2008 à Varsovie, Roger reçoit la nationalité polonaise. Le 27 mai 2008, Roger fait ses débuts sous les couleurs polonaises face à l'Albanie (1-0), où il est titulaire et sort à la mi-temps. 
La même année, le sélectionneur de l'équipe de polonaise, Leo Beenhakker, le retient parmi l'effectif de vingt-trois joueurs appelé à participer à l'Euro 2008. Durant cet Euro, il marque un but historique pour la Pologne contre l'Autriche, ce qui constitue le tout premier but de la Pologne lors d'une phase finale de Championnat d'Europe.

## Palmarès
- Vice-Champion du Brésil en 2000 et 2001 avec l'AD São Caetano
- Finaliste de la Copa Libertadores en 2002 avec l'AD São Caetano
- Champion de l’État de São Paulo en 2003 avec les Corinthians
- Vainqueur de la Coupe Guanabara en 2004 avec Flamengo
- Champion de l’État de Rio de Janeiro en 2004 avec Flamengo
- Champion de Pologne en 2006 avec le Legia Varsovie
- Vice-Champion de Pologne en 2008 et 2009 avec le Legia Varsovie
- Vainqueur de la Coupe de Pologne en 2008 avec le Legia Varsovie
- Finaliste de la Coupe de la Ligue en 2008 avec le Legia Varsovie
- Vainqueur de la Coupe de Grèce en 2011 avec l'AEK Athènes